# Unbinilium
Unbinilium, eller grundämne 120 med den kemiska beteckningen Ubn, är det tillfälliga IUPAC-namnet.  Det kan också kallas eka-radium efter Dmitrij Mendelejevs förutsägelser om det periodiska systemet. 
Unbinilium är det andra grundämnet i den åttonde perioden i det periodiska systemet. Det har ännu inte framställts, men har däremot varit föremål för ganska omfattande förutsägelser.  Unbinilium är en alkalisk jordartsmetall. 
Lawrence Berkeley National Laboratory i USA planerar att med start 2025 försöka skapa Unbinilium genom att låta joner av titan (grundämne 22) kollidera med californium (grundämne 98).